# تشانغ جياغانغ
تشانغ جياغانغ (بالصينية: 张家港市) هي مدينة على مستوى مقاطعة، في الصين، تقع في سوجو، بلغ عدد سكانها 910,000 نسمة، تبلغ مساحتها 998 كيلومتر مربع، رمزها البريدي هو 215600.

## المناخ
يظهر الجدول التالي التغييرات المناخية على مدار السنة لتشانغ جياغانغ:
| البيانات المناخية لـتشانغ جياغانغ                      | البيانات المناخية لـتشانغ جياغانغ | البيانات المناخية لـتشانغ جياغانغ | البيانات المناخية لـتشانغ جياغانغ | البيانات المناخية لـتشانغ جياغانغ | البيانات المناخية لـتشانغ جياغانغ | البيانات المناخية لـتشانغ جياغانغ | البيانات المناخية لـتشانغ جياغانغ | البيانات المناخية لـتشانغ جياغانغ | البيانات المناخية لـتشانغ جياغانغ | البيانات المناخية لـتشانغ جياغانغ | البيانات المناخية لـتشانغ جياغانغ | البيانات المناخية لـتشانغ جياغانغ | البيانات المناخية لـتشانغ جياغانغ |
| الشهر                                                  | يناير                             | فبراير                            | مارس                              | أبريل                             | مايو                              | يونيو                             | يوليو                             | أغسطس                             | سبتمبر                            | أكتوبر                            | نوفمبر                            | ديسمبر                            | المعدل السنوي                     |
| ------------------------------------------------------ | --------------------------------- | --------------------------------- | --------------------------------- | --------------------------------- | --------------------------------- | --------------------------------- | --------------------------------- | --------------------------------- | --------------------------------- | --------------------------------- | --------------------------------- | --------------------------------- | --------------------------------- |
| المتوسط اليومي °م (°ف)                                 | 3.5 (38.3)                        | 5.1 (41.2)                        | 8.9 (48.0)                        | 14.8 (58.6)                       | 20.1 (68.2)                       | 24.3 (75.7)                       | 27.9 (82.2)                       | 27.3 (81.1)                       | 23.5 (74.3)                       | 18.0 (64.4)                       | 12.1 (53.8)                       | 6.0 (42.8)                        | 16.0 (60.7)                       |
| الهطول مم (إنش)                                        | 57.6 (2.27)                       | 51.9 (2.04)                       | 94.9 (3.74)                       | 73.7 (2.90)                       | 93.4 (3.68)                       | 196.1 (7.72)                      | 167.1 (6.58)                      | 139.3 (5.48)                      | 66.8 (2.63)                       | 54.2 (2.13)                       | 52.6 (2.07)                       | 49.5 (1.95)                       | 1٬097٫1 (43.19)                   |
| المصدر: Zhangjiagang Municipal Chorography (1986−2005) |                                   |                                   |                                   |                                   |                                   |                                   |                                   |                                   |                                   |                                   |                                   |                                   |                                   |

## التقسيمات الإدارية
- Tangqiao  [لغات أخرى]‏
- Daxin, Jiangsu [الإنجليزية]‏.

## توأمة
لتشانغ جياغانغ اتفاقيات توأمة مع:
- ماروغامه